# Arlanda Jets 2022
Questa voce raccoglie le informazioni riguardanti gli Arlanda Jets nelle competizioni ufficiali della stagione 2022.

## Maschile

### Roster
| Roster degli Arlanda Jets (2022) |
| --- |
| Quarterback - 5 Cristoffer Dessezar - 7 Viktor Ekberg Running Back - 24 Carlos Holmqvist - 24 Philip Marini - 36 Emil Ohlsson Wide Receiver - 1 Sharif Twaha - 2 Jonathan Wittberg - 10 Jeffery Luckhurst - 11 Tobias Purkin - 17 Arvid Ek - 22 Melchisedek Adomako - 84 Isac Vikman Offensive Linemen - 55 Julian Santana OT - 67 Mikael Perisic C - 70 Mikael Richardsson OG - Ludvig Haglund - Jonas Markus OG - Casper Sandin - Martin Thor - Rasmus Hagberg Defensive Linemen - 4 Jimmy Alonzo - 10 Emanuel Hedman - 53 Mattias Bucht - 56 Oscar Larsson - 76 Rahmatolah Alijan - 91 Fredrik Myrberg - 92 Jesper Vuorinen - 99 Verya Ostovar - Philip Makris Linebacker - 6 Alexander Zisopoulos - 8 Markus Grip - 9 Mattias Grip - 25 Rafael Martin Macarro - 44 Keith Fernandes - Martin Cham - Sam Sharifat Defensive Back - 1 Gustav Dexner - 3 Oskar Persson - 11 Noah Allsten - 12 Victor Garcia Blombäck - 25 Arvand Motazed-Keyvani - 27 Anton Norling FS - 31 Eric Zimmermann - 89 Bartosz Wozniak - Maximilian Garcia-Persson Special Team |

### Division 1 för herrar 2022

#### Stagione regolare
| Solna 16 aprile 2022, ore 13:00 1ª giornata | AIK | 22 – 0 referto | Arlanda Jets | Bergshamra IP (188 spett.) |

| 24 aprile 2022, ore 13:00 2ª giornata | Arlanda Jets | 32 – 28 referto | Uppsala 86ers |  |

| 1º maggio 2022, ore 13:00 3ª giornata | Norrköping Panthers | 0 – 1 (a tavolino) referto | Arlanda Jets |  |

| 14 maggio 2022, ore 14:00 5ª giornata | Arlanda Jets | 26 – 0 referto | Karlskoga Wolves |  |

| Märsta 21 maggio 2022, ore 14:30 6ª giornata | Arlanda Jets | 14 – 8 referto | AIK | Midgårdsvallen |

| 28 maggio 2022, ore 15:00 7ª giornata | Uppsala 86ers | 6 – 44 referto | Arlanda Jets |  |

| 4 giugno 2022, ore 13:00 8ª giornata | Arlanda Jets | 1 – 0 (a tavolino) referto | Norrköping Panthers |  |

| 19 giugno 2022, ore 13:00 10ª giornata | Karlskoga Wolves | 22 – 48 referto | Arlanda Jets |  |

#### Playoff
| Märsta 3 luglio 2022, ore 13:00 Finale promozione | Arlanda Jets | 18 – 16 referto | Göteborg Marvels | Midgårdsvallen |

### Statistiche di squadra
| Competizione | %Vittorie | In casa | In casa | In casa | In casa | In casa | In casa | In trasferta | In trasferta | In trasferta | In trasferta | In trasferta | In trasferta | Totale | Totale | Totale | Totale | Totale | Totale |
| Competizione | %Vittorie | G       | V       | N       | P       | Pf      | Ps      | G            | V            | N            | P            | Pf           | Ps           | G      | V      | N      | P      | Pf     | Ps     |
| ------------ | --------- | ------- | ------- | ------- | ------- | ------- | ------- | ------------ | ------------ | ------------ | ------------ | ------------ | ------------ | ------ | ------ | ------ | ------ | ------ | ------ |
| Campionato   | .875      | 4       | 4       | 0       | 0       | 73      | 36      | 4            | 3            | 0            | 1            | 93           | 50           | 8      | 7      | 0      | 1      | 166    | 86     |
| Playoff      | 1.000     | 1       | 1       | 0       | 0       | 18      | 16      | 0            | 0            | 0            | 0            | 0            | 0            | 1      | 1      | 0      | 0      | 18     | 16     |
| Totale       | .889      | 5       | 5       | 0       | 0       | 91      | 52      | 4            | 3            | 0            | 1            | 93           | 50           | 9      | 8      | 0      | 1      | 184    | 102    |